# Équipe du Laos de rugby à XV
L'équipe du Laos de rugby à XV rassemble les meilleurs joueurs de rugby à XV du Laos.